# 바른말 고운말
《바른말 고운말》은 KBS 1TV에서 방송되었던 시사교양 프로그램이다.

## 기획 의도
효과적인 지식과 언어를 전달하는 시사교양 프로그램이다.

## 방송 시간
| 방송 채널 | 방송 기간                          | 방송 시간                                                                    |
| --------- | ---------------------------------- | ---------------------------------------------------------------------------- |
| KBS 1TV   | 1978년 11월 20일 ~ 1979년 3월 1일  | 매주 월요일 ~ 목요일 밤 8시 50분 ~ 9시                                       |
| KBS 1TV   | 1979년 3월 5일 ~ 1980년 4월 1일    | 매주 평일 밤 8시 50분 ~ 9시                                                  |
| KBS 1TV   | 1989년 3월 6일 ~ 1989년 5월 8일    | 매주 월요일 ~ 목요일 저녁 6시 ~ 6시 5분 매주 금요일 저녁 6시 15분 ~ 6시 20분 |
| KBS 1TV   | 1996년 3월 9일 ~ 1996년 3월 10일   | 주말 오후 5시 5분 ~ 5시 10분                                                 |
| KBS 1TV   | 1996년 3월 16일 ~ 1997년 12월 28일 | 매주 주말 오후 5시 15분 ~ 5시 20분                                           |
| KBS 1TV   | 1998년 10월 12일 ~ 1999년 4월 30일 | 매주 평일 오후 5시 20분 ~ 5시 25분                                           |
| KBS 1TV   | 1999년 5월 3일 ~ 2000년 4월 28일   | 매주 평일 오후 5시 15분 ~ 5시 20분                                           |
| KBS 1TV   | 2000년 5월 1일 ~ 2005년 11월 30일  | 매주 평일 오후 4시 55분 ~ 5시                                                |
| KBS 1TV   | 2005년 12월 1일 ~ 2014년 8월 29일  | 매주 평일 오전 11시 55분 ~ 12시                                              |
| KBS 1TV   | 2015년 4월 6일 ~ 2015년 10월 8일   | 매주 평일 오전 11시 55분 ~ 12시                                              |
| KBS 1TV   | 2014년 9월 1일 ~ 2015년 4월 3일    | 매주 평일 낮 12시 55분 ~ 1시                                                 |

## 진행자
- 김현태 前 아나운서실 팀장 (2001년 6월)
- 백정원 아나운서실 라디오팀장 (2001년 7월)
- 윤영미 (KBS) 前 아나운서 (2001년 8월, 2003년 11월)
- 신영일 前 아나운서(2001년 8월)
- 박주아 아나운서 (2001년 9월)
- 백정원 아나운서실 라디오팀장 (2001년 10월)
- 유지철 아나운서 (2002년 1월)
- 이지연 (26기)  前 아나운서 (2002년 1월)
- 오태훈 아나운서실 아나운서1부장 (2002년 1월)
- 홍소연 아나운서 (2002년 2월)
- 김희영 前 아나운서 (2002년 4월)
- 최원정 아나운서 (2002년 5월)
- 윤지영 아나운서 (2002년 9월)
- 신성원 아나운서 (2002년 12월)
- 박현우 前 아나운서 (2003년 1월)
- 김희수 아나운서실 한국어연구부장(2003년 10월)
- 변우영 아나운서 (2004년)
- 지승현 前 아나운서 (2005년)
- 강성곤 前 아나운서실 편성위원 (2006년)
- 태의경 아나운서 (2006년)
- 백정원, 장웅 (2007년)
- 강성곤 前 아나운서, 이선영 아나운서 (2007년)
- 이상협, 이선영 (2007년 ~ 2008년)
- 이선영 (2007년 ~ 2008년)
- 윤수영 (2008년)
- 박은영 前 아나운서 (2008년)
- 백정원 아나운서실 라디오 팀장, 강성곤 前 아나운서실 편성위원 (2008년 ~ 2009년)
- 태의경 (2009년 3월) (2009년 5월)
- 황수경 前 아나운서 (2009년 4월)
- 변우영 아나운서 (2010년 3월)
- 위서현 前 아나운서(2010년 7월)
- 한석준 前 아나운서 (2010년 8월)
- 백승주 아나운서실 글로벌 사업부장 (2011년 1월)
- 최동석 前 아나운서 (2011년 11월 ~ 2013년 4월)
- 정은승 前 아나운서 (2013년 5월 ~ 2015년 10월)